# Clash Quest
Clash Quest  — відеогра компанії Supercell для мобільних пристроїв. Поєднує в собі жанри стратегії. Була доступна на платформах Android та iOS.
Clash Quest вийшла 6 квітня 2021 року, але в липні 2022 року її закрили.